# Ludmila Kopecká
Ludmila Kopecká (21. srpna 1928 – 6. dubna 2020[zdroj?]) byla česká a československá politička Komunistické strany Československa a poúnorová poslankyně Národního shromáždění ČSR, Národního shromáždění ČSSR a Sněmovny lidu Federálního shromáždění.

## Biografie
Ve volbách roku 1954 byla zvolena za KSČ do Národního shromáždění ve volebním obvodu Třebíč. Mandát obhájila ve volbách v roce 1960 (nyní již jako poslankyně Národního shromáždění ČSSR za Jihomoravský kraj) a ve volbách v roce 1964. V Národním shromáždění zasedala až do konce jeho funkčního období, tedy do roku 1968. K roku 1954 se profesně uvádí jako dělnice v závodech Gustava Klimenta v Třebíči.
K roku 1958 se rovněž uvádí jako poslankyně Krajského národního výboru.
13. sjezd KSČ ji zvolil za členku Ústředního výboru Komunistické strany Československa. Z funkce byla uvolněna v lednu 1969. K roku 1968 se profesně uvádí jako dělnice.
Po federalizaci Československa usedla roku 1969 za KSČ do Sněmovny lidu Federálního shromáždění (volební obvod Třebíč). V parlamentu zasedala do března 1970, kdy rezignovala na svůj mandát.